# 伯森福
伯森福，是匈牙利绍莫吉州所辖的一个村。总面积42.95平方公里，总人口581，人口密度13.5人/平方公里（2011年1月1日）。